# Prince Edward Island National Park
Prince Edward Island National Park (fransk: Parc national de l'Île-du-Prince-Édouard) er en nationalpark på Prince Edward Island i Canada. Parken blev oprettet i 1937 og omfatter et ca. 60 kilometer langt og fra nogle hundrede meter til et par kilometer bredt område langs øens nordlige kyst, i alt med et areal på 22 kvadratkilometer.

## Historie
Området hvor Prince Edward Islands nationalpark ligger anses på basis af arkæologiske fund at have været beboet af mennesker i omkring 10.000 år. De første europæere som besøgte og senere bosatte sig i området var franskmænd. Det var i 1720 og flere efterkommere af franske immigranter fra Nova Scotia fulgte snart efter. De mødte her folk af mi'kmaqstammen, som tilhører Canadas First Nations, og traditionelt lever i området. 

## Geografi
Naturen i nationalparken består især af kystområder, med sandstrande, barriereøer, sandklitter og vådområder. Indenfor disse findes også græsenge og skove. Klimaet i området påvirkes af nærheden til havet, vintrene bliver ikke ekstremt kolde, selv om vandet i Saint Lawrence-bugten fryser. I de senere år har miljøgrupper påpeget at Prince Edward Island National Park er den mest truede af de canadiske nationalparker, baseret på dels menneskelig påvirkning, dels kyserosion efter vinterstorme ved den sårbare kystlinje,  og vinden eroderer også sandklitterne, der er uden vegetation.

## Flora og fauna
Parken er kendt for sit rige fugleliv, og den er udlagt som  Important Bird Area (IBA). Over 300 arter er observeret i området og den truede  art  kortnæbbet præstekrave (Charadrius melodus) yngler i parken, men der er adgangsbegrænsning i dens  yngleområde. 

## Kultur
I parkens område ligger Green Gables, som er forbilledet for den gård hvor Lucy Maud Montgomerys berømte roman Anne fra Grønnebakken udspilles. 

## Gallery
- Rød sandkyst i Nationalparken
- Lake of Shining Waters
- Kysten ved Prince Edward Island
- Prince Edward Island National Park ved Cavendish Beach
- Fodgængeranlæg
- Grønt område bag klitterne
- Prince Edward Island National Park's kyst
- Orienteringstavler